# 茲維爾季夫
49°59′15″N 24°10′23″E / 49.98750°N 24.17306°E
茲維爾季夫（烏克蘭語：Звертів），是烏克蘭西部的村莊，隸屬利維夫州的利維夫區。該村始建於1358年，面積1.12平方公里，2023年人口400，人口密度每平方公里393.75人。